# Джон О'Хърли
Джон Джордж О'Хърли (на английски: John George O'Hurley) (роден на 9 октомври 1954 г.) е американски актьор, озвучаващ артист, автор и телевизионна личност. Познат е с ролята си на Джей Питърман в ситкома „Зайнфелд“ и като водещия на „Семейни войни“ от 2006 до 2010 г.